# Горішнє Абланово
Горішнє Абла́ново (болг. Горно Абланово) — село в Русенській області Болгарії. Входить до складу общини Борово.

## Населення
За даними перепису населення 2011 року у селі проживала 1081 особа.
Національний склад населення села:
| Національність   | Кількість осіб | Відсоток |
| ---------------- | -------------- | -------- |
| болгари          | 557            | 51,5%    |
| цигани           | 486            | 45,0%    |
| турки            | 33             | 3,1%     |
| Всього відповіли | 1081           |          |

Розподіл населення за віком у 2011 році:
Динаміка населення: